# Džidóka
Džidóka (jap. 自働化) je autonomní kontrola výrobních defektů. Jde o jeden ze základních pilířů výrobního systému Toyota (TPS) a principů štíhlé výroby. Zajišťuje, že se vadné výrobky nikdy nedostanou do následujícího výrobního procesu a nemohou jej tak narušit.
Systém je také někdy označován jako "autonomace" a lze jej popsat jako "inteligentní automatizaci" či "automatizaci s lidským prvkem". Jde o systém kontroly kvality při uplatnění následujících čtyř principů:
1. Zjištění defektu či závady.
2. Zastavení provozu.
3. Okamžitá náprava závady.
4. Prozkoumání příčiny a zavedení preventivních opatření.